# یاد و یادآوری

یاد و یادآوری

## یاد و یادآوری
یاد (یادآوری) {(به انگلیسی: Remembrance - Recollection) Reminiscence))
یاد (یادآوری) {(به فرانسوی: Souvenir) Reminiscence))
یاد (یادآوری) {(به لاتین: Reminiscentia) Subvenire))
یاد (یادآوری) {(به عربی: ذکری (تذکّر))
یاد (اِ) حافظه، ذهن، بیداری، اندیشه، فکر، خاطر.
یادآوری (وَ) (حامص) تذکر (تَ ذَ کُّ) [ع .] (مص ل) ۱ - به یاد آمدن، یادآور شدن.

## یاد
کلمه یاد به حالات گذشته‌ای که در ذهن می‌گذرد اطلاق می‌شود.
این حالات، چه حرکت باشد و چه صور ذهنی، آوردن آنها در ذهن یا خودبخودی است و اسم ذکر بر آنها اطلاق می‌شود، یا ارادی است و اسم تذکر بر آنها اطلاق می‌شود.
ذکر هم در حیوان وجود دارد هم در انسان. اما تذکر که عبارت است از کوشش در بازگرداندن آنچه گذشته‌است، فقط در انسان وجود دارد.
یاد توأم با شناخت (عرفان) است، یعنی با علم ما به اینکه این حالت جزئی از زندگی گذشته ماست.

## یادآوری
تذکّر یا یادآوری در فلسفه افلاطون، عبارت است از روش وصول به معرفت حقیقی. زیرا به نظر افلاطون، نفس (پیش از هبوط در بدن)، به همه چیز علم حضوری داشته‌است و هنگامی که به این جهان فرود آمده آنچه را می‌دانسته فراموش کرده‌است.
پس علم به معنی تذکر، و جهل به معنی فراموشی است.
در نظر ارسطو، یادآوری یا تذکر عبارت است از کاربرد اراده و کوشش فکری برای بازگرداندن آنچه فراموش شده‌است و فقط در انسان وجود دارد.
ابن سینا در این مورد است که گفته‌است: تذکر، کوشش برای بازگرداندن امور فراموش شده‌است که فقط در انسان یافت می‌شود.
«تذکر» در آثار تفسیری عبارت اند از: «به یاد آوردن».
تذکر، روشی برگرفته از قرآن است تا نسبت به آنچه از یاد انسان رفته، آگاه سازد.